# زرنیا لاتیفولیا
زرنیا لاتیفولیا (نام علمی: Zornia latifolia) نام یک گونه از تیره باقلاییان است.